# Fillongley
Fillongley – wieś w Anglii, w hrabstwie Warwickshire, w dystrykcie North Warwickshire. Leży 23 km na północ od miasta Warwick i 148 km na północny zachód od Londynu.